# Теудис
Теудис (Тевдис; у Григория Турского он назван Теода; также известен как Теодорих III; убит в 548) — король вестготов в 531—548 годах.

## Биография

### Ранние годы
Теудис был остготом, оруженосцем Теодориха Великого. Во время завоевания остготами Италии Теудис был одним из полководцев Теодориха и отличился при осаде Равенны. После гибели своего зятя Алариха в 507 году был приставлен Теодорихом к своему внуку Амалариху, в качестве опекуна.

### Приход к власти
В конце 531 года после убийства Амалариха и продолжавшегося несколько месяцев периода междуцарствия королём стал Теудис, сумевший создать себе достаточно независимое положение ещё при Теодорихе Великом. Он женился на знатной римлянке из Испании, владевшей значительным состоянием; на доходы от её земель он мог содержать частную армию в 2000 воинов. По словам Прокопия Кесарийского, опираясь на это войско, Теудис уже при Теодорихе вёл себя как узурпатор власти, но всё же приказания Теодориха он выполнял и посылал тому безотказно ежегодную подать, но прибыть в Равенну он не пожелал.
Однако едва ли король Амаларих, освободившись от опеки деда, оставался под опекой Теудиса. Иордан пишет, что Теудис «захватил власть». Возможно, что его авторитет был ещё очень велик в войске, которое и сыграло решающую роль в его воцарении. Фигура Теудиса на тот момент, по-видимому, удовлетворяла интересы всей верхушки государства. Хотя у нас нет достоверных сведений о борьбе в то время различных группировок среди вестготской знати, можно всё же предполагать, что, как это было часто в других случаях смерти бездетного короля и пресечения правящей династии, такая борьба имела место. Являясь остготом, Теудис ни с каким вестготским родом ни был связан кровно и это в какой-то степени делало его нейтральной и компромиссной фигурой. С другой стороны, хотя две ветви готского народа уже давно разделились, они ещё ощущали кровную связь между собой, и это делало Теудиса не совсем уж чужаком среди вестготов. Будучи в течение долгого времени представителем Теодориха в Испании, Теудис имел и богатый опыт в управлении государством. Наконец, важно было и обладание им собственной военной силой. И совсем не исключено, что эта сила и стала последним аргументом в восхождении Теудиса на вестготский трон. И всё-таки это избрание королём вестготской державы остгота привлекает особое внимание и может расцениваться, как результат политики взаимопонимания, проводившейся Теодорихом Великим.

### Войны с франками. Отказ от реванша в Галлии
Каков бы ни был способ прихода Теудиса к власти, он сразу же проявил себя энергичным правителем. Ему удалось стабилизировать положение на франкской границе и даже отбить у франков некоторые захваченные ими пункты в Септимании. Мы знаем о боях в области Родеза и Безье. Впрочем, подробности этих событий неизвестны. По-видимому, военные действия не принесли решительного перевеса ни одной из сторон. В дальнейшем свой первоначальный успех Теудис никак не развил. Более того, Теудис окончательно покинул Нарбонну и перенёс столицу в Барселону, а через некоторое время оставил и её. Какой-то определённой столицы у вестготов не стало. Королевская резиденция устанавливалась в том городе, в каком в тот момент было нужно королю. Для Теудиса, кроме Барселоны, это были и Толедо, и Севилья. Но все эти города находились в Испании. Это было явным знаком окончательного отказа от всяких попыток реванша в Галлии. Отныне целью вестготских королей к северу от Пиренеев было лишь сохранение существующих владений. Для самого Теудиса психологически отказ от реванша за Пиренеями облегчался тем, что он не был Балтом и не питал никаких ностальгических чувств по поводу галльских владений. Для него гораздо важнее стало установление своей реальной власти в Испании.

### Политическая обстановка в Испании
К этому времени основная масса вестготов уже осела на Пиренейском полуострове, и Испания стала их новой родиной. Эта страна ещё далеко не вся была реально завоёвана готами. Под их фактической властью, по-видимому, находились только две провинции — Тарраконская и Карфагенская и, пожалуй, часть Лузитании. Поэтому их целью становится полное подчинение Пиренейского полуострова. Именно туда переносится отныне центр тяжести внешней политики вестготских королей.
На северо-западе Испании существовало Свевское королевство, а северная часть Пиренейского полуострова, населённая васконами и кантабрами, была полностью независима и от свевов, и от вестготов. Но своё внимание Теудис обратил на богатый юг. Положение там было довольно своеобразным. После ухода вандалов южная Испания стала ареной свевских набегов и, может быть, на короткое время даже подчинилась свевам. Но после разгрома свевов вестготами в середине V века она освободилась от свевской власти, но её не заняли и вестготы; не было там и римской администрации, так что с этого времени эта часть Пиренейского полуострова, особенно Бетика, реально стали независимыми. Каков был официальный статус этой части Испании, сказать трудно. Не исключено, что формально города Бетики признавали власть императора, но тот находился далеко в Константинополе, и ни об одном его представителе в Испании в то время мы не слышим. Может быть подчиняясь условиям договора Эйриха с Юлием Непотом, эти города номинально считали вестготских королей своими суверенами. Вероятно, пока вестготы главное внимание обращали на Галлию, а затем пытались вернуть себе галльские владения, они особого внимания на Южную Испанию не обращали. Теперь положение изменилось, и Теудис решил реально подчинить юг.
Неизвестно, каким образом Теудис стал осуществлять свою задачу. Через какое-то время он сделал своей резиденцией Севилью. Это означает, что часть богатой долины Гвадалквивира реально подчинилась вестготскому королю. Затем Теудис вышел в район Гибралтарского пролива, где его застало вандальское посольство.

### Военные конфликты с византийцами
Дело в том, что византийский император Юстиниан I в 533 году снарядил поход против государства вандалов. Правивший там тогда король Гелимер, по-видимому, вступил в переговоры с Теудисом: он собирался бежать с королевской сокровищницей в Испанию. Однако пока шли переговоры, византийцы успели захватить Карфаген, и Теудис уже не мог ничем помочь. Воспользовавшись войной вандалов с византийцами, вестготы переправились через Гибралтарский пролив и захватили город Сеуту. Однако византийцы, полностью подчинив северное африканское побережье и разгромив остатки сопротивления вандалов в 534 году, отвоевали у вестготов и Сеуту, уничтожив там готский гарнизон.
В законе об организации африканской префектуры претории Юстиниан предписал поставить в Сеуте гарнизон во главе с особенно надёжным комендантом, чтобы наблюдать за проливом и незамедлительно сообщать обо всех событиях в государствах вестготов и франков. Для обеспечения ускоренной доставки сообщений в Сеуте были поставлены дромоны, быстрые боевые галеры. В городе были построены мощные укрепления. Балеарские острова, ранее принадлежавшие вандалам, также были заняты византийцами. Тем самым Юстиниан со всей очевидностью раскрыл свой интерес к западноевропейским землям.
Остготы, которые в те же годы воевали с византийцами, пытались втянуть в войну Теудиса. После взятия Равенны Велисарием и пленения короля Витигеса остготы провозгласили королём Ильдебада (540 год), причём решающую роль сыграло его родство с Теудисом. Остготы надеялись, что ему удастся побудить короля вестготов отправить им на помощь свои войска. Но вскоре среди остготов начались раздоры, и уже в 541 году Ильдебад был убит. Вестготам же в это время пришлось отражать франкскую угрозу и ничем остготам они помочь не смогли.

### Нашествие франков
Хотя на тот момент Франкское государство было разделено на три части, сыновья и внуки Хлодвига на какой-то момент примирились, и в 541 или 542 году объединённая франкская армия вторглась в вестготские владения. Григорий Турский говорит, что франкских королей было двое — Хильдеберт I и его брат Хлотарь I. Сарагосская хроника же утверждает, что их было пятеро, возможно, причисляя к королям и старших сыновей Хлотаря, видимо, участвовавших в походе. Также, по-видимому, посильную помощь мог оказать и король Теодеберт I, послав войска в помощь своим двум дядям. Франки перешли Пиренеи, сломили сопротивление васконов, захватили Памплону и двинулись к Сарагосе, осадив её. Григорий Турский говорит, что франки, испуганные молитвами горожан, обращёнными к Святому Викентию, отступили. Но в то же время известно, что самая дорогая церковная реликвия сарагосцев, туника Викентия, была захвачена франками и прибита королём Хильдебертом к воротам Парижа. Да и Сарагосская хроника прямо говорит о взятии франками Сарагосы, после 49 дней осады. Падение Сарагосы и последующие за этим грабежи франков в Тарраконской провинции заставили Теудиса принять решительные меры. Он послал против франков армию во главе с герцогом Теудигизелем. После этого франки, обременённые добычей повернули обратно на родину. Теудигизел перекрыл горные проходы в Пиренеях и, к собственному удивлению, разгромил армию франков. Но франки подкупили вестготского военачальника и он дал вражеским отрядам проход на период в один день и одну ночь. Теудису удалось настигнуть и уничтожить только арьергард франков.

### Новая попытка штурма Сеуты
Во-второй половине 40-х годов VI века византийская армия не совсем удачно воевала с остготами Тотилы в Италии, где варварам вновь удалось захватить Рим. Оставленные без должной охраны африканские владения Византии подверглись набегам берберов, которые вскоре разгромили имперские войска. Для Теудиса сложилась благоприятная обстановка вновь подчинить Сеуту и поставить под свой контроль значительный торговый путь. Однако новая попытка захватить город в 547 году провалилась. Сначала вестготы яростно штурмовали крепость. Однако на следующее воскресенье они отложили оружие, чтобы не осквернять священный день сражением. Использовав эту возможность, византийцы напали на ничего не подозревающих вестготов и окружили их армию, зажав между морем и землёй, так что ни один человек не смог избежать последующей бойни.

### Более тесное сближение с романским населением
Несмотря на неудачу африканской экспедиции, правление Теудиса в целом стало важным этапом в консолидации Вестготского королевства. Этому способствовала и его активная внутренняя политика. Теудис старался стереть различия между готским и романским населением своего государства. Связанный своим браком с местным магнатством, Теудис прекрасно понимал важность согласия с подавляющим большинством населения королевства, точнее — с правящим классом этого населения. Для этого он широко использовал церковную политику. Хотя Теудис, как все готы, оставался арианином, он явно покровительствовал ортодоксально-никейской церкви. Об этом ясно говорит благожелательное отношение к Теудису Исидора Севильского: «Несмотря на то, что он был еретиком, король даровал церкви мир, позволил ортодоксальным епископам собраться вместе в городе Толедо и обсуждать открыто и свободно всё, что касается церковных порядков». Как видим он даже ему, а не Амалариху приписывает позволение созвать собор в Толедо. Однако следует признать, что половина из всех провинциальных соборов ортодоксальной церкви, собирающихся вплоть до 589 года, когда на Третьем Толедском соборе вестготский король Реккаред I официально признал Никейский Символ веры государственной религией, падает на правление Теудиса. Это были соборы в Барселоне в 540 году, в Лериде и в Валенсии в 546 году.
Явным жестом в направлении местной знати было принятие Теудисом имени Флавий, которое позже будут порой принимать и другие короли. Тем самым король заявлял о своей принадлежности к императорскому роду Флавиев, с которым он установил своё фиктивное родство. Можно напомнить, что в своё время римский император Флавий Веспасиан дал это имя всем испанцам, не имевшим ни римского, ни латинского гражданства, что открывало испанской провинциальной элите путь и в гражданство римское. Имя Флавий носил и происходивший из Испании император Феодосий, об испанском происхождении которого сохранилась в этой стране память. С другой стороны, это имя вообще было широко распространено среди позднеримских императоров. Принимая такое имя, Теудис в какой-то степени сравнивался со славными и могучими императорами прошлого, как Константин и тот же Феодосий. Принимая прославленное имя Флавий, Теудис бросал вызов Юстиниану, который тоже именовался Флавием. Наконец, Флавием себя называл и Теодорих. Теудис не мог не думать о примере своего бывшего покровителя и одного из сильнейших варварских монархов того времени.
Первый шаг в этом направлении был сделан и в законодательной деятельности; 24 ноября 546 года Теудис издал закон о судебных издержках, который в равной степени относился как для римлян, так и для готов. По приказу короля этот закон должен был вписан в свод законов Алариха II, относящийся к римскому населению, но действителен был и для вестготов. Он был направлен всем ректорам и судьям, то есть всем местным властям независимо от их принадлежности, и имел в виду «все наши народы». Хотя сам закон касался только одной стороны жизни, само по себе распространение его действия на обе группы населения было чрезвычайно важно и представляло собой первый шаг к правовому объединению вестготов и их римских подданных.

### Чума
На правление Теудиса попадает пик пандемии Юстиниановой чумы. Сарагосская хроника отмечает, что в правление Теудиса в 542 году паховая болезнь опустошила почти всю Испанию. Об эпидемии в этом году сообщает и Виктор Туннунский: «следует всеобщая смертность на круге земель и большая часть населения погибает, поражённая паховой болезнью».

### Убийство Теудиса
Теудис правил 16 лет и 6 месяцев, по иным сообщениям, — 17 лет и 5 месяцев. Летом 548 года Теудис был убит во дворце в Севилье одним человеком, который долгое время притворялся безумцем, обманывая короля. Искусно изображая сумасшествие, он заколол правителя. Поверженный ранением, Теудис сдержал свою гневную душу. Истекая кровью, он заставил своих сторонников дать клятву, что убийцу не казнят, сказав, что это справедливое возмездие за убийство его военачальника.